# 614641 Gregbredthauer
614641 Gregbredthauer è un asteroide della fascia principale. Scoperto nel 2010, presenta un'orbita caratterizzata da un semiasse maggiore pari a 2,2581064 au e da un'eccentricità di 0,1875997, inclinata di 24,04373° rispetto all'eclittica.